# 405 î.Hr.

## Evenimente
- Războiul peloponesiac. Bătălia de la Aigos Potamos (Turcia). Lysandros distruge flota ateniană, condusă de Conon și Philocles.